# Villa Tiepolo Passi
Villa Tiepolo Passi è una villa veneta secentesca situata a Carbonera in località Castello (provincia di Treviso). È un bene vincolato dalla soprintendenza ai Beni Culturali ed è aperta ai visitatori.

## Storia
Villa Tiepolo Passi fu fatta edificare da Almorò Tiepolo, procuratore di San Marco e senatore della Repubblica di Venezia, nei primi anni del Seicento. Sorse, come le altre ville venete, come punto di riferimento economico per le attività agricole del territorio circostante.
Successivamente la villa passò alla famiglia veneziana dei Valier e a metà dell'Ottocento divenne proprietà dei conti Passi de Preposulo per via ereditaria: vincolata dalla Soprintendenza ai beni culturali e aperta ai visitatori, è tuttora abitata dai proprietari. Dal 2010 è sede dell'Associazione Ville Venete.
A inizio estate 2017 la villa è stata oggetto dell'attenzione dei media, in quanto ha ospitato il matrimonio tra Gian Luca Passi e l'attrice americana Jessica Chastain.

## Descrizione

### Architetture e affreschi

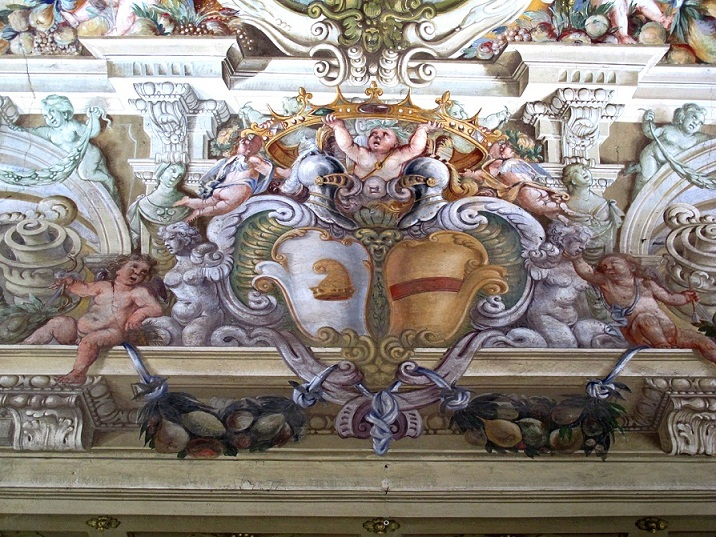
Particolare di un affresco del salone centrale della villa

La villa è costruita su un terrapieno, elevato di circa 3 m sul piano campagna.
È costruita in stile barocco veneziano. Sulla facciata è presente una trifora centrale a poggiolo con altri due poggioli per lato e sei poggioli all'ultimo piano. Sul tetto, un timpano con arco. All'interno soffitti alla santonina, teste in chiave d'arco, stucchi del '700, canneti, archi e colonnine. Nel salone da ballo al piano nobile, affreschi del XVII secolo con finte architetture e allegorie mitologiche. Scrive lo storico Domenico Maria Federici: "Pietro Antonio Cerva Bolognese, celebrato prospettivista, molto travagliò nel grandioso palazzo Tiepolo di Carbonera".

### Giardino

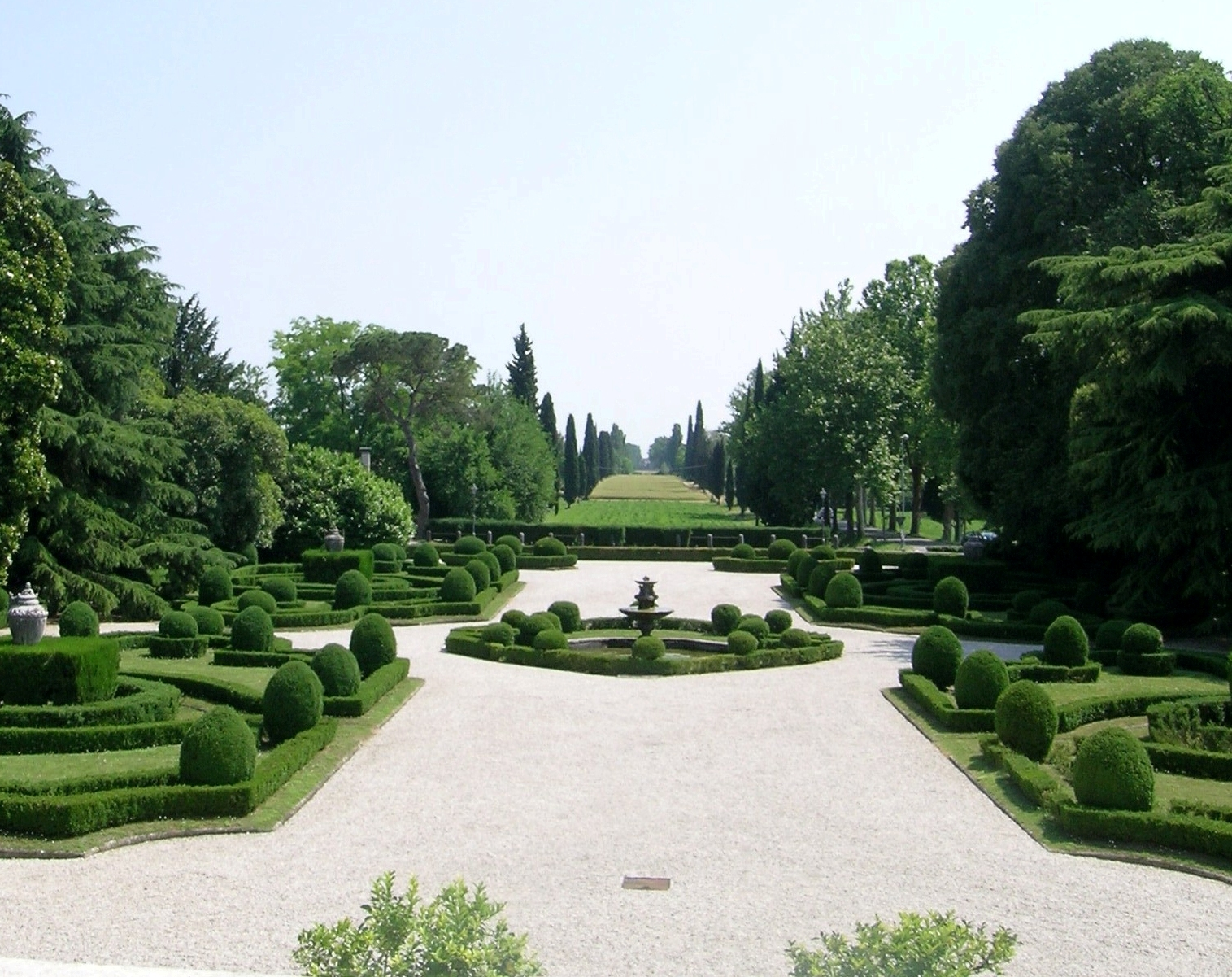
Vista del giardino

Il giardino di Villa Tiepolo Passi è suddiviso in tre parti. Di fronte alla Villa si trova il giardino all'italiana con siepi di bosso di forma geometrica, al centro una fontana di pietra e sul fondo la peschiera. Ai due lati si trova invece il parco romantico all'inglese, con oltre 40 specie di piante secolari.

### Cappella gentilizia
Inizialmente era presente una cappella più antica nel lato ovest della proprietà, nelle vicinanze della ruota del mulino, ancora oggi visibile lungo il rio Piovenzan, ma nel 1774 la chiesa subì un incendio che la distrusse pressoché interamente. I proprietari quindi decisero, quello stesso anno, di ricostruirla nell'angolo sud-ovest del giardino, dotandola di due ingressi: uno che dava direttamente sulla strada, più monumentale, che permettesse l'ingresso del popolo, e l'altro sul giardino, per la famiglia stessa.